# Zaleya redimita
Zaleya redimita är en isörtsväxtart som först beskrevs av Ronald Melville, och fick sitt nu gällande namn av M.M. Bhandari. Zaleya redimita ingår i släktet Zaleya och familjen isörtsväxter. Inga underarter finns listade i Catalogue of Life.